# Klagen Serut
Klagen Serut is een bestuurslaag in het regentschap Madiun van de provincie Oost-Java, Indonesië. Klagen Serut telt 3534 inwoners (volkstelling 2010).